# Chủ nghĩa duy vật biện chứng
Phương pháp duy vật biện chứng hay chủ nghĩa duy vật biện chứng là một bộ phận của học thuyết triết học do Karl Marx và Friedrich Engels đề xướng. Cốt lõi của chủ nghĩa duy vật biện chứng là chủ nghĩa duy vật kết hợp với phép biện chứng.
Đặc trưng của phương pháp duy vật biện chứng là coi một sự vật hay một hiện tượng trong trạng thái luôn phát triển và xem xét nó trong mối quan hệ với các sự vật và hiện tượng khác, trong sự đấu tranh với đối tượng đối lập dẫn đến hình thành đối tượng mới mang đặc tính của cả hai.
Marx đã kế thừa tư tưởng về phương pháp biện chứng của Georg Wilhelm Friedrich Hegel và lý luận về chủ nghĩa duy vật của Ludwig Andreas von Feuerbach và phát triển nên phương pháp luận này. Những người theo chủ nghĩa Marx - Lenin cho rằng phương pháp duy vật biện chứng là cơ sở triết học cho hệ tư tưởng của họ.

## Quá trình hình thành và phát triển

### Chủ nghĩa duy vật
Chủ nghĩa duy vật phát sinh ngay từ thời kỳ cổ đại. Nó phát triển qua nhiều thời kỳ khác nhau:
- Chủ nghĩa duy vật cổ đại: các tư tưởng duy vật lúc này mang tính trực giác là chủ yếu, chưa mang tính nghiên cứu khoa học cao. Những nhà triết học duy vật thời kỳ này phát triển các quan điểm khác biệt với các trường phái triết học khác như chủ nghĩa duy tâm và tôn giáo[4].
- Chủ nghĩa duy vật cận đại: Từ thời đại Phục hưng cho đến thế kỷ XVIII, chủ nghĩa duy vật thời kỳ này được gọi là chủ nghĩa duy vật siêu hình. Tuy đứng trên suy nghĩ của triết học, nhưng những nhà triết học thời kỳ này lại dựa vào khá nhiều phương pháp thực nghiệm vốn phổ biến thời đó.

### Phép biện chứng
Biện chứng cũng xuất hiện rất sớm, từ thời cổ đại. Có thể kể đến một số thời kỳ như sau:
- Phép biện chứng thời cổ đại: phép biện chứng tồn tại trong tư tưởng của triết học Ấn Độ cổ đại[6], triết học Trung Quốc cổ đại[7][8] và triết học Hy Lạp cổ đại[9].
- Phép biện chứng thời cận đại: từ thời đại Phục hưng cho đến thế kỷ XVIII, phép biện chứng lúc này không được thể hiện rõ ràng, trừ triết học cổ điển Đức. Hegel, nhà triết học Đức của thời kỳ này, xây dựng phép biện chứng trên quan điểm duy tâm.[10] Sau này, Karl Marx nhận xét phép biện chứng của Hegel là "Phép biện chứng lộn đầu xuống đất[11]".

### Marx và Engels
Vào thập niên 1840, trùng với giai đoạn cuối cách mạng công nghiệp lần thứ nhất tại Mỹ và Châu Âu, Marx và Engels đã đề xuất chủ nghĩa duy vật biện chứng.
Marx và Engels tiếp thu một cách có phê phán phép biện chứng của Hegel, họ cho rằng biện chứng duy tâm của Hegel không áp dụng được để giải thích về bất công xã hội đang trở thành vấn đề ở các nước công nghiệp hóa vào thập niên 1840.
Thay vì coi quy luật biện chứng là các quy luật của tinh thần, Marx và Engels lại xem đây là "khoa học về những quy luật chung của sự vận động của thế giới bên ngoài cũng như của tư duy con người".
Marx và Engels đã đặt phép biện chứng trên lập trường duy vật, tạo ra một lý thuyết mới, không chỉ nhằm giải thích về thế giới mà còn hướng đến chỉ ra cách thay đổi nó.